# Barcelona Ladies Open 2012
Il Barcelona Ladies Open 2012 è stato un torneo femminile di tennis giocato sulla terra rossa. È stata la 6ª edizione del torneo che fa parte della categoria International nell'ambito del WTA Tour 2012. Si  è giocato al David Lloyd Club Turó di Barcellona in Spagna dal 7 al 15 aprile 2012.

## Partecipanti

### Teste di serie
| Nazionalità | Giocatrice          | Classifica WTA * | Testa di serie |
| ----------- | ------------------- | ---------------- | -------------- |
| Italia      | Francesca Schiavone | 12               | 1              |
| Germania    | Julia Görges        | 15               | 2              |
| Slovacchia  | Dominika Cibulková  | 18               | 3              |
| Italia      | Roberta Vinci       | 19               | 4              |
| Italia      | Flavia Pennetta     | 24               | 5              |
| Rep. Ceca   | Petra Cetkovská     | 28               | 6              |
| Italia      | Sara Errani         | 31               | 7              |
| Slovenia    | Polona Hercog       | 37               | 8              |

* Classifica al 2 aprile 2012.

### Altre partecipanti
Giocatrici che hanno ricevuto una Wild card:
- Garbiñe Muguruza Blanco
- Flavia Pennetta
- Francesca Schiavone
- Arantxa Parra santonja

Giocatrici passate dalle qualificazioni:

- Annalisa Bona
- Julija Bejhel'zymer
- Aravane Rezaï
- Laura Thorpe

## Campionesse

### Singolare
Sara Errani ha battuto in finale  Dominika Cibulková
con il punteggio 6-2, 6-2.
- È il quarto titolo in carriera per Sara Errani, il secondo del 2012.

### Doppio
Sara Errani /  Roberta Vinci hanno battuto in finale  Flavia Pennetta /  Francesca Schiavone per 6-0, 6-2.